# Уссіта
Уссіта (італ. Ussita) — муніципалітет в Італії, у регіоні Марке,  провінція Мачерата.
Уссіта розташована на відстані близько 130 км на північний схід від Рима, 85 км на південний захід від Анкони, 50 км на південний захід від Мачерати.
Населення — 439 осіб (2014).

## Демографія
Населення за роками:

Станом на 1 січня 2023 року в муніципалітеті офіційно проживало 36 іноземців з 14 країн, серед них 21 громадянин країн Євросоюзу та 2 громадяни України.

## Сусідні муніципалітети
- Аккуаканіна
- Болоньола
- Кастельсантанджело-суль-Нера
- Монтефортіно
- П'єве-Торина
- Віссо